# Невилл, Александр
Александр Невилл (англ. Alexander Neville; ок. 1340 — май 1392) — архиепископ Йоркский 1374—1388, сын Ральфа де Невилла, 2-го барона Невилла из Рэби, и Элис Одли.

## Биография
Александр происходил из рода Невиллов, который был одним из самых могущественных родов в Северной Англии. Будучи младшим сыном, он был избран для духовной карьеры и стал каноником в Йорке. При этом он пользовался расположением короля Англии Ричарда II. 3 апреля 1374 года Александр был избран архиепископом Йорка, а 4 июня был посвящён в сан архиепископа.
В 1386 году вспыхнуло восстание лордов-апеллянтов против короля Ричарда II. В результате в 1388 году Александр был обвинён в измене, и было принято решение заключить его в замок Рочестер. Не дожидаясь этого Александр бежал. Папа римский перевёл его в Сент-Эндрюс в Шотландии, однако Александр туда не поехал, проведя остаток жизни в Лёвене, служа приходским священником. Он умер в мае 1392 года и был похоронен в церкви Кармелитов.